# بيولوتورين
بيولوتورين هو مضاد حيوي طبيعي يتم تصنيعه حيوياً من مركب الببتيد الهجين غير الصبغي (NRPS) ومسار سينثيز البوليكيتيد (PKS). تم عزل البيولوتورين لأول مرة في الخمسينيات من القرن الماضي من سلالات Pseudomonas aeruginosa T359 و IFO 3455 ووجد أنه سام ضد الفطريات البيض والبكتيريا والفطريات وضد نباتات معينة. يعتبر البيولوتورين أكثر ما يميزه عن سميته ضد الأوميسايت Pythium ultimum ، وهو أحد مسببات الأمراض النباتية التي تسبب خسارة عالمية في الزراعة. حاليًا ، تتم دراسة مشتقات البيولوتورين كمضاد لـ Mcl-1 من أجل استهداف السرطانات التي تحتوي على مستويات مرتفعة من Mcl-1.

## التخليق الحيوي
يتم تصنيع البيولوتورين من مسار هجين NRPS / PKS. يتم اشتقاق حلقة الريسورسينول من النوع الأول PKS بينما يتم اشتقاق جزء ثنائي كلورووبيرول [التوضيح المطلوب] من النوع الثاني NRPS. يبدأ التخليق الحيوي للبيولوتورين بتنشيط L- برولين إلى البروليل- AMP بواسطة مجال التحلل الغدي PltF. مع استمرار وجود propyl-AMP في الموقع النشط ، فإن الشكل النشط لبروتين حامل الببتيدل PltL يرتبط بـ PltF. ثم يقوم PltF بتحفيز aminoacylation من PltL عن طريق ربط L- برولين بالثيول لذراع 4’phosphopantetheine من PltL. بعد ذلك ، يقوم نازع هيدروجينيز PltE بإزالة تشبع جزء البرولايل على PltL لإنشاء pyrrolyl-PltL. يقوم مجال الهالوجين PltA بثنائي كلور جزء البيرول أولاً في الموضع 5 ثم في الموضع 4 بطريقة تعتمد على FADH2. يتم بعد ذلك نقل بقايا ثنائي كلورو برويل إلى النوع الأول PKS PltB و PltC ، ومع ذلك ، فإن آلية النقل غير معروفة. إن إضافة 3 مونومرات malonyl-CoA ، والدوران ، والإفراج بواسطة thioesterase PltG يعطي البيولوتورين.

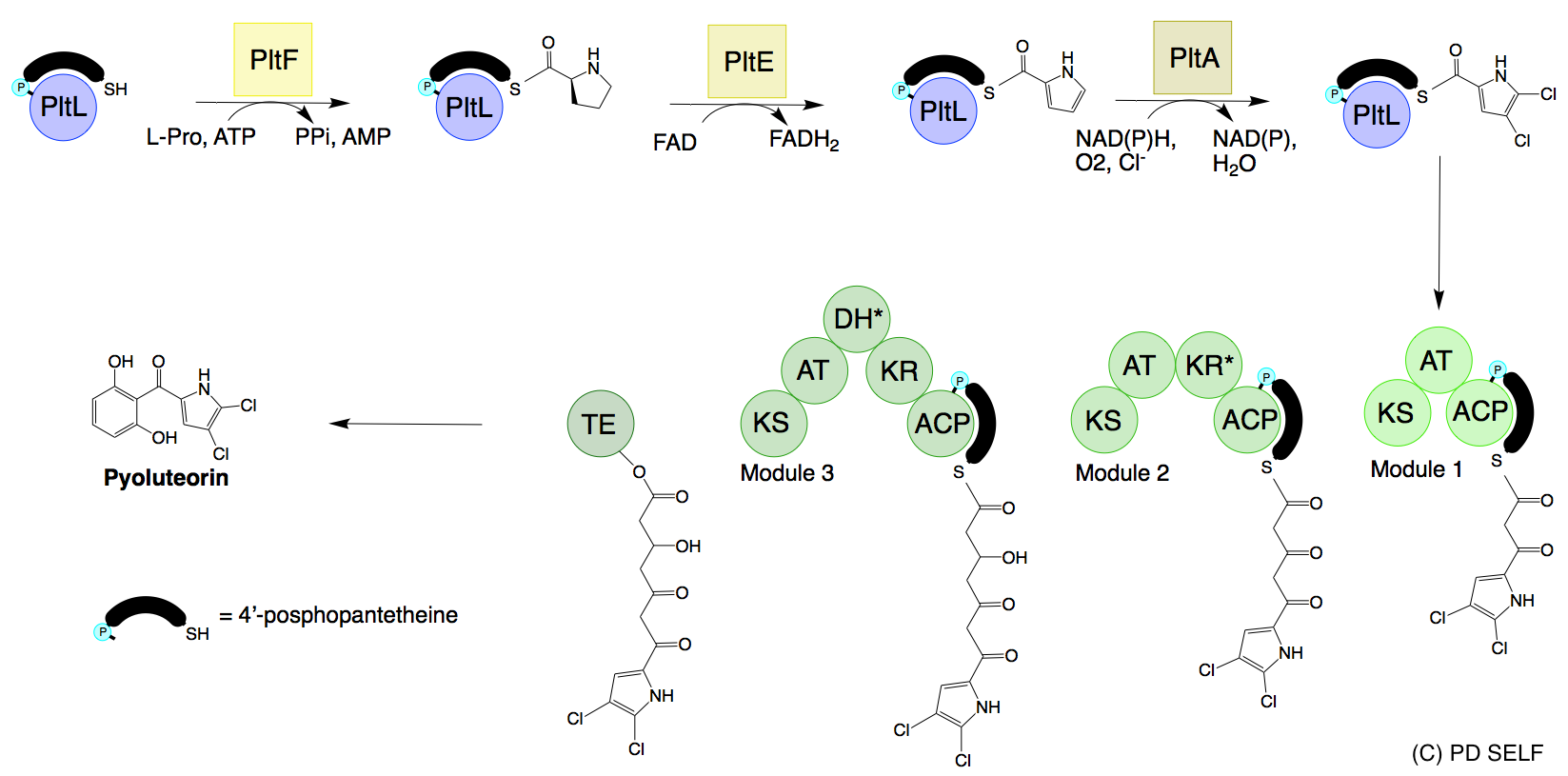
Pyoluteorin biosynthesis. Asterisk denotes inactive domain.